# حلوى اللامينغتون
حلوى اللامينغتون هي حلوى أسترالية تصنع عادةً من قطعٍ من الكعك الإسفنجي المغطى بطبقة خارجية من صلصة الشوكولاتة وجوز الهند المجفف. تمتص الكعكة الإسفنجية خليط الشوكولاتة الخفيف تم تُترك ليتخللها الخليط تماما وذلك هو سر قوام هذه الكعكة المميز. قد تختلف طريقة تحضير الكعكة من شخص إلى آخر، حيث يضيف البعض طبقة من الكريمة أو مربى الفراولة بين قطعتين من اللامينغتون. توفر المتاجر أنواعاً عدة من أصابع اللامينغتون منها الصغير ومنها الرقيق، ومؤخراً استبدلت المتاجر صلصة الشوكولاتة بصلصة الليمون أوصلصة توت العليق.
وماتزال حلوى اللامينغتون وجبة خفيفة مشهورة في أنحاء أستراليا ونيوزيلندا وجنوب أفريقيا ومدينة كليفلاند في الولايات المتحدة الأمريكية فهي تعد منتجات توفرها المتاجر، والمقاهي، والمخابز.

## الأصل والمنشأ
يوجد العديد من الوثائق المختلفة عن تسمية حلوى اللامينغتون وطريقة صنعها ولكن معظم هذه الوثائق تتفق في أن الحلوى قد سميت تيمناً بحاكم كوينزلاند السيد لامينغتون والذي حكمها من عام1896 إلى 1901. كما تطرح بعض الوثائق احتمالية تسمية الحلوى تيمناً بزوجة السيد أو تيمناً بقرية لامينغتون والتي تقع في لانارك شير الجنوبية في اسكتلندا. ولكن أقدم مرجع لتسمية حلوى اللامينغتتون والذي يعود إلى 1927 سنة يؤكد أن الحلوى سميت تيمناً بالسيد لامينغتون.
ولا يزال هناك جدل حول منشأ الحلوى الأصلي إلا إن معظم الروايات تنسب فضل ابتكار هذه الحلوى إلى الطاهي الفرنسي أرماند جالاند وهو طاهي السيد لامينغتون. في يوم من الأيام طلب السيد لامينغتون من أرماند تحضير وجبة طعام في وقت قصير لضيوفه الذين قدموا إلى القصر فجأة. لم يكن لدى أرماند سوى بعض المكونات المحدودة، فأحضر كعكة الفانيلا الإسفنجية التي حضرها في اليوم السابق وقطعها إلى قطع صغيرة ثم غطاها بالشوكولاتة الذائبة وقطع جوز الهند المجفف. أُذهل الضيوف بحلوى اللامينغتون المبتكرة وطلبوا من الطاهي أرماند أن يزودهم بطريقة تحضيرها. ولم يكن جوز الهند معروفاً كمكون أساسي في المطبخ الأوروبي آنذاك، ولكن استخدامه لم يكن شيئاً غريباً لأرماند لأن زوجته كانت من جزيرة تاهيتي حيث يكثر استخدام جوز الهند في أنواع كثيرة من المأكولات.
ذكرت إحدى الوثائق أنه تم تقديم حلوى اللامينغتون لأول مرة في مدينة توومبا عندما ذهب السيد لامينغتون وحاشيته إلى قصره في قرية هارلاكستون هرباً من حرارة الصيف في مدينة بريسباين. بينما ذكرت وثيقة أخرى أن الطاهي أرماند صنع الحلوى في قصر الحكم في كوينزلاند عام 1901. كما افترضت بعض الوثائق أن بدايات حلوى اللامينغتون كانت عندما أسقط الطاهي أرماند قطعة من الكعك الإسفنجي في خليط الشوكولاتة سهواً. اُكتشف لاحقا أن نثر جوز الهند المجفف فوق الحلوى يضفي عليها شكلاً رائعاً.
معظم الافتراضات حول حلوى اللامينغتون مبنية على تقارير حديثة. ذُكرت حلوى اللامينغتون لأول مرة في صحيفة محلية عام 1896 في مدينة كوينزلاند. وتم العثور على وصفة لإعدادها في صحيفة كوينزلاند كونتري لايف عام 1900. وبالرغم من أن الحلوى ظهرت في كوينزلاند، إلا أن طريقة إعدادها انتشرت في أرجاء الدولة سريعاً حيث تم نشر الوصفة في صحيفة في مدينة سيدني عام 1901 وفي صحيفة نيوزيلندا عام 1902. ومع ذلك لم تذكر أي من هذه الصحف معلومات عن صانع حلوى اللامينغتون أو سبب تسميتها بهذا الاسم.
وظهرت بعض الادعاءات في عام 2007 والتي تزعم أن السيد لامينغتون لم يكن يحب تناول حلوى اللامينغتون وأنه وصفها «بـقطع البسكويت السيئ الطعم والمصنوع من الصوف والفرو». ولكن في الوقت الحالي لم يُذكر أي مصدر آخر يؤكد الوصف السابق وهذه الادعاءات.

## في الوقت الحاضر
في الوقت الحاضر، يتم إنتاج حلوى اللامينغتون وبيعها بالجملة في المتاجر الأسترالية.
وغالباً مايتم بيعها في مناسبات جمع الأموال لدعم المدارس أو لدعم أي من مجموعات الشباب ويدعى تجمع أفراد المجتمع لجمع الأموال في أستراليا بـ «اللامينغتون درايف». في الماضي، كانت حلوى اللامينغتون تصنع يدوياً في هذا الحدث، ولكن مؤخراً، أصبحت المخابز توفر الكعكة الإسفنجية بكميات كبيرة لهذه المناسبة. تجتمع عدة مجموعات من المتطوعين في اللامينغتون درايف ويعملون معاً لإنهاء الحلوى، يقومون بغمس قطع الكعك في الشوكولاتة أولاً، ثم يغلفونها بجوز الهند ويتركونها إلى أن تبرد ثم يتم بيعها.
تم تخصيص يوم 21 من شهر يوليو يوم حلوى اللامينغتون الوطني في أستراليا. وقام الصندوق الاستئماني الوطني في كوينزلاند باختيار حلوى اللامينغتون كأحد الرموز المميزة في كوينزلاند.

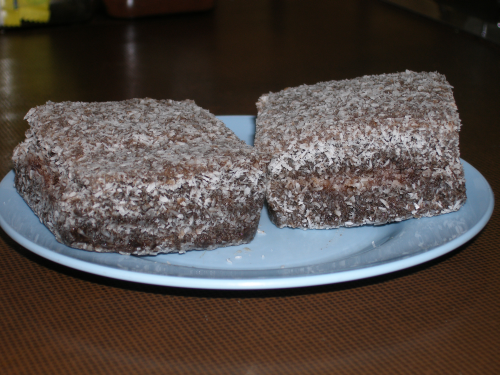
قطعتين من اللامينغتون التقليدي

هناك العديد من المحاولات لصنع أكبر قطعة من حلوى اللامينغتون. وآخر المحاولات الناجحة، كانت في يوم 11 يونيو من عام 2011 في مدينة توومبا. حيث قامت شركة كواليتي ديزيرتس بالاشتراك مع غرفة كوينزلاند التجارية بصنع أكبر حلوى لامينغتون بنكهة الشوكولاتة وكانت تزن 2,361 كيلوغرام مسجلةً بذلك رقماً قياسياً عالمياً جديداً وتم بيع جزءٍ من الحلوى لجمع المال لمشفى الأطفال المحلي. حطمت الحلوى التي صنعتها كواليتي ديزيرتس رقماً قياسياُ سابقاً لحلوى لامينغتون من صنع مجلس مدينة إيبسويتش البلدي. صُنعت الحلوى عند قدوم ابنة أخت السيد لامينغتون وأحد أحفاده إلى أستراليا في عام 2009وكانت تزن 1,320 كيلو غرام.

## الشهرة العالمية
تعتبر حلوى اللامينغتون الجنوب أفريقية صغيرة الحجم مقارنة باللامينغتون الأسترالية. والتي تعرف في اللغة الأفريقانية بـ إيستيرفاركيس والتي تعني قنافذ.
تعرف حلوى اللامينغتون بألواح جوز الهند في مدينة كليفلاند في الولايات المتحدة الأمريكية وتعتبر حلوى مشهورة منذ عدة أعوام. تسمي بعض المخابز في المدن التي يسكنها أناس من مدينة كليفلاند كمدينة لوس أنجلوس حلوى اللامينغتون بأسماء مختلفة مثل: ألواح كليفلاند وألواح الرم. وسميت بألواح الرم بسبب إضافة شراب الرم إلى خليط صلصة الشوكولاتة. كما توجد حلوى مشابهة لحلوى اللامينغتون في شبه جزيرة البلقان وتدعى بحلوى تشوبافسي.